# Norma clàssica de l'occità
La norma clàssica és una norma lingüística (una codificació) que fixa l'occità a nivell escrit. Aquesta norma es basa en la tradició mil·lenària de la grafia clàssica dels trobadors, però li afegeix el procés de codificació. Es va iniciar en el segle xix amb els treballs del canonge Simon Juda Onorat i acabà amb la publicació del treball de Loís Alibert. Està en concurrència amb altres normes que estan menys esteses en occità (Norma mistralenca, norma bonaudiana, norma de l'Escola del Po).

## Composició
La norma clàssica es compon de dos aspectes:
- La norma ortogràfica o ortografia, que fixa la manera d'escriure els fonemes. La grafia clàssica engloba l'ortografia clàssica i diversos usos escrits no codificats però que estan propers a l'ortografia clàssica.
- La norma oral, que fixa la manera recomanada de parlar en occità.

## Desenvolupament
Si la grafia clàssica va néixer una mica abans del 1000 (amb els primers documents escrits en occità, la norma clàssica es va desenvolupar en tres etapes a partir de 1935:
- Va aparèixer en 1935 amb la publicació de la Gramatica occitana segon los parlars lengadocians de Loís Alibert.
- Va ser desenvolupada després per l'Institut d'Estudis Occitans (IEO) a partir de 1945. Cal afegir, en particular, les obres de Pèire Bec i Robèrt Lafont des dels anys cinquanta.
- És regulada pel Consell de la Llengua Occitana (CLO) des de 1996.

La norma clàssica es va expandir sobretot a partir de la segona meitat del segle xx, fent recular a la norma mistralenca. Avui la norma clàssica s'utilitza arreu d'Occitània. No obstant això, encara hi ha casos de concurrència:
- En provençal i en niçard, entre norma clàssica i norma mistralenca.
- A les Valls Occitanes italians, entre norma clàssica i norma de l'Escola del Po.
- En alvernès, entre norma clàssica i norma bonaudiana.

## Estandardització: l'occitan larg
Les diferents grafies concurrents de l'occità (clàssica, mistralenca, bonaudiana, de l'Escola del Po) es van concebre en principi per representar parles o dialectes, sense fixar una varietat estàndard de l'occità. No obstant això, la norma mistralenca va engendrar des de finals del segle xix l'aparició de tres koinés literàries regionals: una en provençal general, una en niçard i l'altra en occità bearnès. A més, pot dir-se que la koiné provençal mistralenca prefigura una llengua estàndard.
La norma clàssica, a partir del segle xx, ha perseguit el desenvolupament d'aquestes tres koinés però ha afavorit també koinés regionals suplementàries en llemosí i en llenguadocià. Des de l'oficialització de l'occità a la Vall d'Aran el 1990, la norma clàssica també afavoreix una varietat bastant codificada del gascó aranès.
Al costat d'aquestes experiències de koinés regionals, basades en la norma clàssica, la voluntat conscient de fixar una varietat estàndard general d'occità va aparèixer en els anys setanta amb les investigacions dels lingüistes Pèire Bèc, Robèrt Lafont, Rogièr Teulat, Jaume Taupiac, seguits en els vuitanta per Patric Sauzet. La varietat estàndard es diu segons els autors «occità referencial», «occità estàndard» o, més recentment, *occitan larg (occità ampli). La major part dels especialistes estan d'acord que l'occità estàndard es compon:
- D'una varietat general que es basa en el dialecte llenguadocià (dialecte intermedi amb els altres, però no superior a ells)
- D'adaptacions regionals de l'estàndard, que tindrien alguns trets dialectals típics, però guardat una gran convergència i una concepció unitària. És una manera de federar dins de l'occità estàndard les diferents koinés regionals que s'han desenvolupat des dels segles XIX i XX.

## Comparació
| Comparació entre les quatre normes existents en occità (text extret de la Declaració Universal dels Drets Humans) | Comparació entre les quatre normes existents en occità (text extret de la Declaració Universal dels Drets Humans)                                                         | Comparació entre les quatre normes existents en occità (text extret de la Declaració Universal dels Drets Humans)                                                                                        | Comparació entre les quatre normes existents en occità (text extret de la Declaració Universal dels Drets Humans) | Comparació entre les quatre normes existents en occità (text extret de la Declaració Universal dels Drets Humans)                                                          |  |
| Dialectes de l'occità                                                                                             | Norma clàssica | Norma mistralenca | Norma bonaudiana | Norma de l'Escola del Po |  |
| --- | --- | --- | --- | --- |  |
| Provençal | Totei lei personas naisson liuras e egalas en dignitat e en drech. Son dotadas de rason e de consciéncia e li cau (/fau) agir entre elei amb un esperit de fraternitat.   | Tóuti li(lei) persouno naisson libro e egalo en dignita e en dre. Soun doutado de resoun e de counsciènci e li fau agi entre éli em' un esperit de fraternita.                                           | | |  |
| Provençal niçard                                                                                                  | Toti li personas naisson liuri e egali en dignitat e en drech. Son dotadi de rason e de consciéncia e li cau agir entre eli emb un esperit de fraternitat.                | Touti li persouna naisson libri e egali en dignità e en drech. Soun doutadi de rasoun e de counsciència e li cau agì entre eli em' un esperit de fraternità.                                             | | |  |
| Alvernès | Totas las personas naisson liuras e egalas en dignitat e en dreit. Son dotadas de rason e de consciéncia e lor chau (/fau) agir entre elas amb un esperit de fraternitat. | | Ta la proussouna neisson lieura moé parira pa dïnessà mai dret. Son charjada de razou moé de cousiensà mai lhu fau arjî entremeî lha bei n'eime de fraternitat. (Touta la persouna naisson lieura e egala en dïnetàt e en dreit. Soun doutada de razou e de cousiensà e lour chau ajî entre ela am en esprî de fraternitàt.) | |  |
| Vivaroalpí | Totas las personas naisson liuras e egalas en dignitat e en drech. Son dotaas de rason e de consciéncia e lor chal agir entre elas amb un esperit de fraternitat.         | | | Toutes les persounes naisoun liures e egales en dignità e en drech. Soun douta de razoun e de counsiensio e lour chal agir entre eles amb (/bou) un esperit de fraternità. |  |
| llemosí | Totas las personas naisson liuras e egalas en dignitat e en drech. Son dotadas de rason e de consciéncia e lor chau (/fau) agir entre elas emb un esperit de fraternitat. | | | |  |
| Gascó | Totas las personas que vaden libras e egaus en dignitat e en dret. Que son dotadas de rason e de consciéncia e que'us cau agir enter eras dab un esperit de fraternitat.  | (Graphie moderna o febusiana) Toutes las persounes que vaden libres e egaus en dinnitat e en dret. Que soun doutades de rasoû e de counsciencie e qu'ous cau agì ente eres dap û esperit de fraternitat. | (Grafia del Gascó clàssic) Totas las personas que vadenn libras e egaus en dignitat e en dret. Que sonn dotadas de rason e de consciéncia e que'us cau agir entre eras dab un esperit de fraternitat. | |  |
| llenguadocià | Totas las personas naisson liuras e egalas en dignitat e en drech. Son dotadas de rason e de consciéncia e lor cal agir entre elas amb un esperit de fraternitat.         | | | |  |

| Comparació entre les quatre normes existents en occità : grafemes típis | Comparació entre les quatre normes existents en occità : grafemes típis | Comparació entre les quatre normes existents en occità : grafemes típis | Comparació entre les quatre normes existents en occità : grafemes típis |
| Norma clàssica                                                          | Norma mistralenca                                                       | Norma bonaudiana                                                        | Norma de l'Escola del Po                                                |
| ----------------------------------------------------------------------- | ----------------------------------------------------------------------- | ----------------------------------------------------------------------- | ----------------------------------------------------------------------- |
| -a final                                                                | -o (-a, -e)                                                             | -à                                                                      | -o (-a)                                                                 |
| ò                                                                       | o                                                                       | o                                                                       | o                                                                       |
| o, ó                                                                    | ou                                                                      | ou                                                                      | ou                                                                      |
| uè, ue                                                                  | ue, iue                                                                 | eu (ue)                                                                 | ue (ö)                                                                  |
| lh                                                                      | i/h (lh)                                                                | lh                                                                      | lh                                                                      |
| nh                                                                      | gn                                                                      | nh                                                                      | nh                                                                      |
| s, ss c(e), c(i), ç                                                     | s, ss c(e), c(i), ç                                                     | s, ss                                                                   | s                                                                       |
| z s entre dues vocals                                                   | z s entre dues vocals                                                   | z                                                                       | z                                                                       |
| à è ò á é í ó ú                                                         | à è ò ì ù é óu                                                          | à è eù où é â ê î û                                                     | à è ò ì ù où é                                                          |
| Totes les consonants finals mudes són sonoritzades.                     | Algunes consonants finals mudes són sonoritzades.                       | Algunes consonants finals mudes són sonoritzades.                       | Cap consonant final muda és sonoritzada.                                |